# Rosenheim járás
Rosenheim járás egy járás Bajorországban. Rosenheim járás Rosenheim, Miesbach, München, Ebersberg, Mühldorf am Inn, Traunstein, Kufsteini, Wasserburg és Bad Aibling járásokkal határos. Lakosainak száma 190 104 fő (1987. május 25.).

## Népesség
A járás népessége az elmúlt években az alábbi módon változott:
| Lakosok száma | 45 236 | 50 001 | 47 686 | 84 051 | 158 757 | 190 104 | 249 810 | 251 850 | 257 466 | 259 449 |
|               | 1871   | 1885   | 1925   | 1950   | 1970    | 1987    | 2013    | 2014    | 2016    | 2017    |